# Анохина, Лиза
Елизаве́та Вади́мовна «Ли́за» Ано́хина (род. 30 апреля 2007, Балашиха, Московская область) — российский блогер и тиктокер.

## Карьера
Карьера Анохиной в качестве певицы и телеведущей началась в 2016 году.
В ноябре 2016 года спела в дуэте с Димой Биланом песню «Невозможное возможно» на концерте артиста в «Крокус Сити холл».
В январе 2017 года вновь выступила дуэтом с Биланом с песней «Звезда» для ледового шоу «Щелкунчик».
С мая 2017 по май 2018 года Анохина была ведущей программ «Детская утренняя почта» на канале «Карусель», а также входила в число ведущих программы «Детская десятка» на Муз-ТВ. Участвовала в качестве модели на показе Российская неделя моды.
В 2017 году Анохина стала участницей группы «Сказочный патруль». На церемонии «Kinder МУЗ Awards 2017» выступила в роли ведущей, победила в номинации «Лучшая юная телеведущая года», представила дуэт с Филипом Киркоровым на песню «Electric Kiss». Совместно с Андреем Малаховым и Николаем Басковым вручила награду Ольге Бузовой и вместе с ней исполнила композицию «Хит-парад».
Признана «Телерадиоведущей года» по версии премии «Девичник Teens Awards 2018». 30 апреля 2018 года состоялась премьера клипа «Boom». В июне 2018 года она выступила с этим треком на концерте «Жара в Вегасе». В этом же году Анохина приняла участие в съёмках проекта «Красные пророчества» и снялась в эпизодической роли в фильме Тимура Бекмамбетова «Ёлки последние».
В 2019 году стала снимать подростковые вайны и получила титулы «Вайнер года» и «Девочка года» на церемонии «Девичник Teens Awards 2019».
В 2022 году сыграла одну из главных ролей в фильме «Артек. Большое путешествие».

## Фильмография
| Год  | Название                   | Роль              |
| ---- | -------------------------- | ----------------- |
| 2018 | Пелена                     | Даша              |
| 2018 | Случайная невеста          | Лиза Князева      |
| 2018 | Ёлки последние             | Наташа Котова     |
| 2019 | Дэм                        | Лиза              |
| 2021 | Красные пророчества        | Катя              |
| 2021 | Проверка связи             | сама (гость)      |
| 2022 | Артек. Большое путешествие | Николетта Осипова |
| 2023 | Соври, если сможешь        | сама (хост)       |
| TBA  | Марта и птица              | Марта             |
| TBA  | Казармы барона дэй         |                   |

## Дискография
Синглы
| Год  | Название                     | Примечания     |
| ---- | ---------------------------- | -------------- |
| 2018 | «Открой глаза»               | цифровой сингл |
| 2018 | «Boom»                       | цифровой сингл |
| 2019 | «Тут и там»                  | цифровой сингл |
| 2019 | «МЕЛОМ (2021 Remasterizado)» | цифровой сингл |
| 2019 | «Ну такое»                   | цифровой сингл |
| 2019 | «Игра»                       | цифровой сингл |

## Награды
| Год  | Премия                       | Категория                            | Результат |
| ---- | ---------------------------- | ------------------------------------ | --------- |
| 2017 | «Девичник Teens Awards 2017» | «Дуэт года»                          | Победа    |
| 2017 | «Kinder МУЗ Awards 2017»     | «Лучшая юная телеведущая года»       | Победа    |
| 2017 | «Kinder МУЗ Awards 2017»     | «Лучшая песня года на русском языке» | Номинация |
| 2017 | «Kinder МУЗ Awards 2017»     | «Лучший дуэт года»                   | Номинация |
| 2018 | «Девичник Teens Awards 2018» | «Телерадиоведущая года»              | Победа    |
| 2019 | «Девичник Teens Awards 2019» | «Вайнер года»                        | Победа    |
| 2019 | «Девичник Teens Awards 2019» | «Дівочник года»                      | Победа    |
| 2019 | «Instars Awards 2019»        | «Лучшие подростковые вайны»          | Победа    |
| 2019 | «Instars Awards 2019»        | «Лучший клип»                        | Победа    |